# Mesoginella judithae
Mesoginella judithae är en snäckart som först beskrevs av Dell 1956.  Mesoginella judithae ingår i släktet Mesoginella och familjen Marginellidae. Inga underarter finns listade i Catalogue of Life.